# 하시은
하시은(본명: 이시은, 1984년 4월 28일 ~ )은 대한민국의 배우이다.

## 학력
- 숭덕여자고등학교 졸업
- 인하공업전문대학 항공경영(전문학사)

## 연기 활동

### 드라마
- 2004년 MBC 일요시트콤 《두근두근 체인지》
- 2006년 KBS2 청소년 드라마 《성장드라마 반올림# 3》
- 2009년 KBS1 TV소설 《청춘예찬》 ... 이춘섬 역
- 2010년 KBS2 수목드라마 《추노》 ... 이선영 역
- 2011년 KBS1 단막극 《KBS HDTV 문학관 - 엄지네》 ... 정혜 역
- 2012년 KBS2 단막극 《KBS 드라마 스페셜 연작 시리즈 - 강철본색》 ... 청향 역
- 2013년 MBC 수목드라마 《7급 공무원》 ... 이진주 역
- 2013년 SBS 월화드라마 《장옥정, 사랑에 살다》 ... 시영 역
- 2015년 MBC 수목드라마 《맨도롱 또똣》
- 2015년 SBS 드라마스페셜 《가면》
- 2016년 tvN 월화드라마 《또! 오해영》 ... 희란 역
- 2017년 JTBC 금토드라마 《더 패키지》 ... 한소란 역
- 2017년 OCN 월화드라마 《멜로홀릭》
- 2018년 MBC 주말특별기획 《이별이 떠났다》 ... 한희진 역
- 2018년 JTBC 월화드라마 《뷰티 인사이드》 ... 시상식에 참석한 연예인 역 (특별출연)
- 2019년 TV CHOSUN 주말드라마 《바벨》 ... 홍미선 역
- 2019년 KBS2 일일드라마 《태양의 계절》 ... 채덕실 역
- 2020년 JTBC 수목드라마 《쌍갑포차》 ... 영화 통풍남녀 여자 주인공 역 (특별출연)
- 2022년 JTBC 토일드라마 《클리닝 업》 ... 부소연 역
- 2023년 KBS2 월화드라마 《두뇌공조》

### 영화
- 2003년 《오 해피데이》
- 2006년 《버스를 타다》 ... 달리 역
- 2006년 《격투기 고등학교》 ... 한소란 역
- 2007년 《내 생애 최악의 남자》 ... 광고회사 CD 역
- 2008년 《좋은 밤 되세요》 ... 채민서 역
- 2009년 《오르골》
- 2013년 《앵두야 연애하자》 ... 문소영 역
- 2013년 《노리개》 ... 유연수 역

### 뮤지컬
- 2005년 《크리스마스 캐롤》

## 광고
- 2008년 애니데이
- 2008년 아큐브렌즈

## 기타
- 2010년 맥심 4월호 화보